# Atripalda
Atripalda – miejscowość i gmina we Włoszech, w regionie Kampania, w prowincji Avellino.
Według danych na 1 stycznia 2022 roku gminę zamieszkiwało 10 440 osób (5022 mężczyzn i 5418 kobiet).